# قاصد (فیلم)
قاصد فیلمی به کارگردانی و نویسندگی محمد کاسبی ساختهٔ سال ۱۳۶۶ است.

## بازیگران
- مجید مجیدی
- علی توکلی
- رضا قاسمی
- شهرام جعفرنژاد